# العلاقات التشادية الجنوب سودانية
العلاقات التشادية الجنوب سودانية هي العلاقات الثنائية التي تجمع بين تشاد وجنوب السودان.

## مقارنة بين البلدين
هذه مقارنة عامة ومرجعية للدولتين:
| وجه المقارنة                                              | تشاد                      | جنوب السودان                  |
| --------------------------------------------------------- | ------------------------- | ----------------------------- |
| المساحة (كم2)                                             | 1.28 مليون                | 619.75 ألف                    |
| عدد السكان (نسمة)                                         | 15.23 مليون               | 12.58 مليون                   |
| الكثافة السكانية (ن./كم²)                                 | 11.9                      | 20.3                          |
| العاصمة                                                   | انجمينا                   | جوبا                          |
| اللغة الرسمية                                             | لغة فرنسية، اللغة العربية | لغة إنجليزية                  |
| العملة                                                    | فرنك وسط أفريقي           | جنيه جنوب سوداني، جنيه سوداني |
| الناتج المحلي الإجمالي (بليون دولار)                      | 9.98 مليار                | 2.90 مليار                    |
| الناتج المحلي الإجمالي (تعادل القوة الشرائية) بليون دولار | 30.54 مليار               | 22.88 مليار                   |
| الناتج المحلي الإجمالي الاسمي للفرد دولار أمريكي          | 775                       | 73                            |
| الناتج المحلي الإجمالي للفرد دولار أمريكي                 | 2.18 ألف                  | 2.02 ألف                      |
| مؤشر التنمية البشرية                                      | 0.392                     | 0.467                         |
| رمز المكالمات الدولي                                      | +235                      | +211                          |
| رمز الإنترنت                                              | .td                       | .ss                           |
| المنطقة الزمنية                                           | ت ع م+01:00               | ت ع م+03:00                   |

## منظمات دولية مشتركة
يشترك البلدان في عضوية مجموعة من المنظمات الدولية، منها:
| علم المنظمة | اسم المنظمة                               | تاريخ انضمام تشاد | تاريخ انضمام جنوب السودان |
| ----------- | ----------------------------------------- | ----------------- | ------------------------- |
|             | مؤسسة التنمية الدولية                     | 7 نوفمبر 1963     | 18 أبريل 2012             |
|             | يونسكو                                    | 19 ديسمبر 1960    | 27 أكتوبر 2011            |
|             | وكالة ضمان الاستثمار متعدد الأطراف        | 11 يونيو 2002     | 18 أبريل 2012             |
|             | الأمم المتحدة                             | 20 سبتمبر 1960    | 14 يوليو 2011             |
|             | الاتحاد البريدي العالمي                   | ?                 | ?                         |
|             | البنك الدولي للإنشاء والتعمير             | 10 يوليو 1963     | 18 أبريل 2012             |
|             | الاتحاد الدولي للاتصالات                  | 25 نوفمبر 1960    | 3 أكتوبر 2011             |
|             | مؤسسة التمويل الدولية                     | 2 أبريل 1998      | 18 أبريل 2012             |
|             | المركز الدولي لتسوية المنازعات الاستشارية | 14 أكتوبر 1966    | 18 مايو 2012              |
|             | منظمة الشرطة الجنائية الدولية             | ?                 | ?                         |
|             | الاتحاد الأفريقي                          | ?                 | ?                         |
|             | البنك الإفريقي للتنمية                    | ?                 | ?                         |

## وصلات خارجية
- موقع وزارة الخارجية الجنوب سودانية